# Limes Transalutanus
Limes Transalutanus je bil utrjen obmejni obrambni sistem (limes) na zahodnem robu teleormanskih gozdov v rimski provinci Dakiji v sedanji Romuniji. 
Limes je bil sestavljen iz mreže oskrbovalnih cest vzdolž meje, vojaških utrdb in tri metre visokega ter 10-12 m širokega okopa (vallum), okrepljenega z lesenimi palisadami na kamnitem obzidju in jarkom. Transalutanus je bil dolg 235 km. Potekal je vzporedno z reko Olt na razdalji 5 do 30 km vzhodno od nje. Gradnja se je začela leta 107 pod poveljstvom Marcija Turba in se nadaljevala pod Julijem Severjem (120-126). Zaključna dela so opravili pod Septimijem Severjem (193-211).
Med vladanjem cesarja Filipa Arabca so Rimljani po napadih Karpov in Getov leta 244-247 limes začasno opustili. Rimska vojska se je leta 247 vrnila in nato zaprla cesto proti prelazu Rucăr-Bran, ki se začenja pri sedanji vasi Băiculeşti. Kasneje je bil v provinci zgrajen še en limes, poznan kot Brazda lui Novac.

## Kastri
Na limesu so bili naslednji kastri, našteti od severa proti jugu:
- Cumidava
- Drumul Carului
- Rucăr
- Voinești
- Jidava
- Purcăreni
- Albota
- Săpata de Jos
- Fâlfani
- Izbășești
- Urlueni
- Crâmpoia
- Gresia
- Roșiorii de Vede
- Salcia
- Băneasa
- Putineiu
- Ciuperceni

## Zanimivost
Po rimskem vallumu poteka sodobna romunska železniška proga Curtea de Argeş-Piteşti-Roşiori de Vede-Turnu Măgurele.

## Vir
- D. Bondoc, Repertoriul fortificaţiilor de pe ripa nordică a limesului Dunării de Jos în epoca romană târzie, Romanian Journal of Archeology, http://apar.archaeology.ro/bondoc.htm, pridobljeno dne 3. junija 2013.